# Gersheim
Gersheim település Németországban, azon belül Saar-vidék tartományban. Lakosainak száma 6289 fő (2023. december 31.).

## Népessége
A település népességének változása:
| Lakosok száma | 6653 | 6379 | 6323 | 6292 | 6329 | 6289 |
|               | 1975 | 2017 | 2019 | 2021 | 2022 | 2023 |